# Correbia undulata
Correbia undulata är en fjärilsart som beskrevs av Druce 1884. Correbia undulata ingår i släktet Correbia och familjen björnspinnare. Inga underarter finns listade i Catalogue of Life.